# Albert Schäffle
Albert Eberhard Friedrich Schäffle, född 24 februari 1831 i Nürtingen, Württemberg, död 25 december 1903 i Stuttgart, Württemberg, var en tysk-österrikisk politiker, nationalekonom och sociolog.
Schäffle var i tio år verksam som publicist på tidningen "Schwäbische Merkur" i Stuttgart och blev 1860 professor i nationalekonomi vid universitetet i Tübingen. Åren 1861-1865 var han ledamot av Württembergs andra kammare och 1868 av tyska tullparlamentet. Samma år kallades han till ordinarie professor i nationalekonomi i Wien. Trots att han i många avseenden var demokratiskt sinnad var han under tiden februari till oktober 1871 handelsminister i Karl Sigmund von Hohenwarts konservativa ministär. Han ägnade sig därefter, i Stuttgart, uteslutande åt nationalekonomiskt och sociologiskt författarskap. Han författade bland annat Die Nationalökonomie oder allgemeine Wirtschaftslehre (1861; tredje upplagan under titeln Das gesellschaftliche System der menschlichen Wirtschaft, två band, 1873), Die ethische Seite der nationalökonomischen Lehre des Werts (1862), Die nationalökonomische Theorie der ausschliessenden Absatzverhältnissen (1868) samt Kapitalismus und Sozialismus (1870; andra upplagan 1878), vars syfte angavs vara att utjämna motsatserna mellan lönearbetet och kapitalet och i vilken han vände sig med skärpa mot både liberalismen och pangermanismen. 
Schäffle vann internationellt rykte genom Quintessenz des Sozialismus (1875, 14:e upplagan 1906; översatt till flera språk), som anses ha gjort "mera än någon annan publikation för att upplysa de bildade och välsituerade klasserna i Tyskland och Österrike om socialismens verkliga natur" (Oswald Redlich). I detta verk ställde han sig positiv till den socialistiska grundtanken om socialisering av produktionsmedlen, men riktade sig samtidigt skarpt mot teorin om arbetskostnaden som nyttigheternas enda värdesubstans, liksom också mot alla planer på en inkomstfördelning, som ej anpassades efter vars och ens individuella arbetsprestationer. Denna ståndpunkt utvecklades vidare i Aussichtslosigkeit der Sozialdemokratie (1885; fjärde upplagan 1891). Vad han eftersträvar är ett allt högre utvecklat politiskt och ekonomiskt samhällstillstånd, byggt på alltmer fulländade organisationer av olika kårer och yrkesklasser. 
Som sitt livs huvudarbete betraktade Schäffle Bau und Leben des sozialen Körpers (fyra delar, 1875-1878; andra upplagan, två band, I. "Allgemeine Soziologie"; II. "Spezielle Soziologie", 1896). Postumt (1906) utgavs Abriss der Soziologie (med inledning av Karl Bücher). Som sociolog anses Schäffle inom det tyska språkområdet ha spelat en roll, motsvarande Auguste Comtes för det franska och Herbert Spencers för det engelska. Hans samhällsuppfattning, med utgångspunkt i Friedrich Hegel, utvecklades under inflytande av utvecklingsläran. Han klandrades för att alltför genomgående ha sökt fastställa överensstämmelsen mellan den fysiska och den sociala organismen. Men i en av de många uppsatserna i Aus meinem Leben (utgiven postumt i två band, 1905) tillbakavisar han påståendena om att han vore en lärjunge till Spencer och att han helt enkelt lät sociologin gå upp i biologin.
Schäffle sökte placera nationalekonomin på sociologins allmänna grundval. Betecknad som "en mästare i den socialvetenskapliga induktionen", tillhörde han i stort sett den historiska skolan och var en positiv socialpolitiker med en stark dragning åt statssocialismen. I Die Steuern (två band, 1895-1897) hävdar han, att beskattningen skall ske i överensstämmelse med den faktiska förmågan att betala skatt, och i enlighet med denna princip skall inte bara direkta (progressiva) skatter utkrävas, utan också indirekta sådana (på lyxkonsumtion). För övrigt skrev Schäffle bland annat Für internationale Doppelwährung (1881), Der korporative Hülfskassenzwang (1882), Inkorporation des Hypothekenkredits (1883), Vereinigter Versicherungs- und Spardienst bei Zwangshülfskassen (1884) och Die Gefahren des Agrarismus für Deutschland (1902). Ett stort antal monografier och uppsatser är samlat i Deutsche Kern- und Streitfragen (1894; ny följd 1895). Sedan 1892 (från 1901 tillsammans med Bücher) var han redaktör av "Zeitschrift für die gesamte Staatswissenschaft".